# Bipaliinae
Sous-famille
Les Bipaliinae sont une sous-famille de vers plats terrestres de la famille des Geoplanidae. Plusieurs espèces de Bipaliinae sont envahissantes.

## Description
Les Bipaliinae se caractérisent par une tête en forme de marteau ou de demi-lune et par leur grande longueur. Ils peuvent, pour certains, atteindre 1 m de long.

## Écologie et comportement

### Invasivité
Plusieurs Bipaliinae sont devenus des espèces envahissantes, le plus célèbre étant l'espèce Bipalium kewense, désormais présente dans de nombreux pays sur tous les continents sauf l'Antarctique. Cette espèce se rencontre en particulier en France métropolitaine.
Diversibipalium multilineatum et Vermiviatum covidum sont également signalés en France.
Une étude de 2022 a utilisé des bases de données d'occurrences, y compris iNaturalist, et des variables climatiques et pédologiques pour modéliser la distribution potentielle de cinq espèces de Bipaliinae, à savoir  Bipalium kewense, B. adventitium, B. pennsylvaanicum, B. vagum et Diversibipalium multilineatum. L'étude a conclu que les cinq espèces pouvaient envahir l'Asie du Sud-Est, la Nouvelle-Zélande, l'Est de l'Australie, une partie de l'Amérique du Sud, l'Est des États-Unis, l'Europe de l'Ouest et l'Afrique centrale.

### Alimentation
Les Bipaliinae sont des carnivores. Ils attaquent et consomment les animaux  présents au niveau du sol.

### Reproduction
Certaines espèces se reproduisent par scissiparité.

## Habitat et répartition
Originaire d'Asie, les Bipaliinae se retrouvent dans le monde entier.
En France, on les trouve particulièrement dans les Pyrénées-Atlantiques et sur la Côte d'azur, affectionnant un hiver doux et légèrement humide.

## Systématique
Le nom valide complet (avec auteur) de ce taxon est Bipaliinae Stimpson, 1857,.

### Liste des genres
Selon la base de données World Register of Marine Species (16 janvier 2024), la famille des Bipaliinae regroupe les genres suivants :
- Bipalium Stimpson, 1857[Publication originale 1]

- Diversibipalium Kawakatsu, Ogren, Froehlich & Sasaki, 2002
- Humbertium Ogren & Sluys, 2001
- Novibipalium Kawakatsu, Ogren & Froehlich, 1998
- Umbotectum Solà & Sluys, 2023
- Vermiviatum Solà & Sluys, 2023

### Synonymes
Bipalium Stimpson, 1857 a pour synonyme les genres suivants :
- Dunlopea Wright, 1860 ;
- Perocephalus Graff, 1896 ;
- Placocephalus Graff, 1896 ;
- Sphaerocephalus Loman, 1888 ;
- Sphyrocephalus Bleeker, 1844 .

### Publication originale
1. 1 2  
(la) William Stimpson, « Prodromus descriptionis animalium evertebratorum quæ in Expeditione ad Oceanum, Pacificum Septentrionalem a Republica Federata missa, Johanne Rodgers Duce, observavit er descripsit. Pars I. Turbellaria Dendrocœla », Proceedings of the Academy of Natural Sciences of Philadelphia, vol. 9,‎ 1857, p. 19-31 (lire en ligne)